# 同系物

絲氨酸

高絲氨酸

化学中，同系物（homologue）指在组成上相差一个或多个CH2原子团（系差），具有相同官能团，并且化学性质、结构相似的化学物质，多用于指有机化合物。一系列同系物组成一个同系列（Homologous series），其中成员的物理性质会因为碳数和相对分子质量的逐渐增加而呈现一定的规律，稱為同系現象（Homology）。
所有的直链烷烃构成一个同系列，最简单的成员是甲烷（CH4），之后以乙烷（C2H6）、丙烷（C3H8）、正丁烷（C4H10）、正戊烷（C5H12）等类推，通式为CnH2n+2。它们的物理性质有很多规律，随着碳数的增大，分子间作用力增强，因此烷烃的熔点、沸点都随之而逐渐升高。(丙烷熔點例外)
其它主要的同系列还有：
- 直链末端烯烃：乙烯（C2H4）、丙烯（C3H6）、1-丁烯（C4H8）等，通式为CnH2n。
- 直链末端炔烃：乙炔（C2H2）、丙炔（C3H4）、1-丁炔（C4H6）等，通式为CnH2n-2。
- 直链伯醇：甲醇（CH3OH）、乙醇（C2H5OH）、正丙醇（C3H7OH）等。

同系化反应（Homologation reaction）是生成相应多一个碳的同系物的化学反应。
| 同系列       | 通式              | 例子         | 官能团 |
| 直链烷烃     | CnH2n + 2 (n≥1)   | CH4, n = 1   |        |
| 烷基         | CnH2n + 1 (n≥1)   | CH3, n = 1   |        |
| 烯烃和环烷烃 | CnH2n (n≥2)       | C2H4, n = 2  | C = C  |
| 炔烃         | CnH2n − 2 (n≥2)   | C2H2, n = 2  | C ≡ C  |
| 醇           | CnH2n + 1OH (n≥1) | CH4O, n = 1  | -OH    |
| 羧酸         | CnH2nO2 (n≥1)     | CH2O2, n = 1 | -COOH  |
| 碳水化合物   | Cn(H2O)n (n≥1)    | C6H12O6      |        |

## 阿恩特－艾斯特尔特合成
阿恩特－艾斯特尔特合成：

## 元素週期表
在元素週期表中，同族元素（homologue或homologous element）是指位於同一直欄（即同一族）的化學元素，彼此之間互為同族元素，具有許多相似的物理及化學性質。例如，所有第18族的惰性氣體元素都是無色的單原子氣體，反應活性非常低。同族元素間的相似性質是因為它們具有相似的價電子構型。週期表之父門得列夫使用前綴eka-表示同一族中已知元素之下的未發現元素，例如在发现锗以前它被称为硅下元素（eka-硅，ekasilicon）、鍅在被发现之前被称为銫下元素（eka-銫， eka-caesium）等。